# 巴哈马中央银行
25°04′35″N 77°20′37″W / 25.0765°N 77.3435°W
巴哈马中央银行（英語：Central Bank of The Bahamas）是巴哈马的中央银行，成立于1974年1月，总部位于巴哈马首都拿骚，发行货币为巴哈马元。

## 组织
巴哈马中央银行的职能主要由以下四个部门实现：
- 银行业务部
- 银行监管部
- 外汇管理部
- 研究与政策部

央行经营由以下分部协作完成：
- 财务部
- 行政部
- 人力资源部
- 信息技术部
- 内部审计部
- 法务部
- 安全部

以上各部同时也为一些委员会服务，这些委员会包括：
- 货币政策委员会
- 投资委员会
- 年金管理委员会
- 保险委员会
- 招聘选拔任用委员会
- 服务奖委员会

委员会负责巴哈马中央银行的管理和决策事项。

## 董事会
2000年通过的巴哈马银行法规定：中央银行董事会由总督任命，董事会由一个行长和其他四个领导人组成，入会成员需在金融、商业、工业、法律和管理方面有丰富的经验和一定的危机处理能力。董事会负责管理央行和制定政策。

### 现任董事会
巴哈马中央银行现任董事会成员包括：
- 行长约翰·A·罗尔（2016年1月入会）
- 副行长詹姆斯·帕拉西斯（2012年7月入会）
- L·埃德加·莫克斯（2012年7月入会）
- 唐纳德·德梅里特（2016年1月入会）
- 马里奥·格雷（2017年1月入会）

### 历任行长
巴哈马中央银行历任行长为：
- 约翰·A·罗尔（英语：John A. Rolle）（现任行长，2016至今）
- 温迪·克雷格 （2005-2015）
- 朱利安·弗朗西斯 （1997-2005）
- 詹姆斯·H·史密斯 (1987-1997）
- 威廉·C·艾伦 （1980-1987）
- 蒂莫西·唐纳森（英语：Timothy Donaldson）（第一任行长，1974-1980）。[4][5][6]